# Janna Espenhain
Janna Espenhain (født 14. maj 1970) er en dansk billedkunstner, der har base i Hammersholt syd for Hillerød.
Hun er uddannet i mesterlære hos Ingrid Liebgen, en tysk surrealistisk maler, 1995-1997.
Jannas arbejder tager udgangspunkt i stilhed, ensomhed og længsel. Oftes afbilder hun ensomme menneskefigurer i selskab med fantasi-dyr i surrealistiske eller grafiske verdener.
Janna er oprindelig uddannet teknisk tegner og i sine tegninger bruger hun den tekniske tegning som kunstneriske udtryk.
I 2019 blev Janna optaget i værket "101 kunstnere".
Kilder:
www.jannaespenhain.com
101 kunstnere 2019
 Der er for få eller ingen kildehenvisninger i denne artikel, hvilket er et problem. Du kan hjælpe ved at angive troværdige kilder til de påstande, som fremføres i artiklen.